# Vindbjart Fotballklubb
Il Vindbjart Fotballklubb è una società calcistica norvegese con sede nella città di Vennesla. Milita nella 3. divisjon, quarto livello del campionato norvegese.

## Storia
Il Vindbjart ha guadagnato la promozione in 2. divisjon al termine del campionato 2007, militando così nella massima serie semiprofessionistica norvegese per i successivi dieci anni.

## Palmarès

### Altri piazzamenti
- 2. divisjon:

Secondo posto: 2013 (gruppo 3), 2014 (gruppo 1)
Terzo posto: 2011 (gruppo 3)